# サヨウナラのその前に
- テレビドラマ > サヨウナラのその前に

『サヨウナラのその前に』（サヨウナラのそのまえに）は、2022年3月1日から3月31日までの1カ月間、平日の7時50分 - 7時58分に日本テレビ系列の平日朝の情報番組「ZIP!」内で放送されたテレビドラマである。前番組は、「生田家の朝」。次番組は、「泳げ！ニシキゴイ」。
隕石衝突による地球最後の1か月を、月曜日から金曜日まで曜日ごとに視点を入れ替えて5人の主役がリレー形式で物語を紡いでいく物語。
各曜日の主役のうち、月曜日の主役を務める西岡星汰も候補者5名から視聴者投票によって選考するオーディション企画「Hello New STAR」によって選出された。

## 概要
1年前、日本政府から「巨大な隕石が地球に接近している」との知らせがもたらされた。この報せに対する人々の反応は様々であった。研究が進んでいく中で、「隕石は落ちてこない!」なんて話も飛び出した。そんな混乱の中で、衝動を追い求める男子高生、ある想いを封印した女子高生、誰かとの約束を果たそうとする教師、父親のいない息子を産もうとする喫茶店の店主、地球の滅亡を切望する引きこもり男子という5人の人々が地球最後の日までに何をしたいのか、どんな生活を送ろうとするのかという物語を描く。

## キャスト

### 主人公
佐藤 開（さとう かい）
演 - 西岡星汰（Team Mecury From Zero PLANET）（第4話・第5話・第8話）
本作品の月曜日の主人公。2年前から引きこもりを続ける高校生。YouTubeで動画を投稿している。月曜が、世界で一番嫌いな人だと自分でおもっている。
椿木 宙（つばき そら）
演 - 奥平大兼（幼稚園時代：山田暖絆）（第1話 - 第7話）
本作品の火曜日の主人公。何かの衝動を求めたいと願う高校3年生。1年前の4月8日、両親が家から姿を消した。
観月 未希（みづき みき）
演 - 南沙良 （幼稚園時代：寺田藍月）（第1話・第2話・第5話 - 第8話）
本作品の水曜日の主人公。心の内にある想いを封印した高校3年生。椿木とは幼稚園時代からの幼馴染で、小中高も同じ学校で共に過ごす。椿に想いを寄せている様子である。渡会は通っている高校の教師で、高校1年生と3年生で担任としてお世話になる。
渡会 実（わたらい みのる）
演 - 北村一輝（第2話 - 第4話・第6話 - 第8話）
本作品の木曜日の主人公。椿木と観月の通う高校の物理教師で、観月の担任。優しい性格ゆえに周りから舐められている。3月3日の朝、妻と娘が京都に旅行に出掛けるという置き手紙を見た。人類滅亡の危機を後藤官房長官が発表した1年前の4月8日から1か月、休校となった誰もいない勤務先の高校に毎日のように行っていた。観月の涙を3回、目にしているようで、最初は2年前の4月8日の入学式のときだと語っている。
金島 陽子（かねしま ようこ）
演 - 真木よう子（第3話・第4話・第6話 - 第8話）
本作品の金曜日の主人公。喫茶店の女性店主で、元々は8年前の4月4日まで会社で契約社員（倒産4日前に正社員に昇格）として働いていた。ところが、働いていた会社『ミカドHD』が粉飾決算で倒産し、それから心機一転して資金を貯め、1年前の4月8日に喫茶店を開いた。現在、妊娠9か月だが夫はいない。人類滅亡の危機を後藤官房長官が発表し、喫茶店を開いた1年前の4月8日に彼氏と別れ、翌日に彼氏との子供の妊娠が発覚した。このようなことから、自分は、誰よりも運が悪いと思っている。

### 主要キャスト
橘 雄一（たちばな ゆういち）
演 - 梶裕貴（第4話）
本作品の金曜日の主要キャスト。陽子が結婚を考えていた元彼。陽子とは6年間の付き合いだったが、親孝行を理由に1年前の4月8日に別れた。
拓馬（たくま）
演 - 浅野竣哉（第1話 - 第4話）
椿木の親友で、高校の同級生。
岳（がく）
演 - 山時聡真（第1話 - 第4話）
椿木の親友で、高校の同級生。

### 準主要キャスト / ゲスト
多胡 くるみ（たこ くるみ）〈22〉
演 - 大原優乃（第1話）
3月1日に交際している男性との結婚を発表した女性芸能人。岳がスマートフォンで見ていた芸能ニュースに写真が写っていた。
観月の親友
演 - 秋谷百音（第2話）
7か月前の8月1日に宮古島へ家族で引っ越した。
渡会 三恵（わたらい みえ）
演 - 片岡礼子（第3話）
渡会の妻。
渡会 京子（わたらい きょうこ）
演 - 吉田美月喜（第3話・第8話）
渡会の娘。6か月前の8月10日以降、毎月10日に渡会にお金を渡している。渡会に毎月お金を渡しているのは、友人が買ったバイク（人類滅亡の前に日本一周をするため）を別の友人と共謀して壊してしまった弁償費用であった。
後藤（ごとう）
演 - 森永徹（第3話・第5話・第6話）
1年前の4月8日に、人類滅亡の危機が訪れたことを政府官邸から緊急会見した官房長官。各曜日の主人公らがテレビやスマートフォンで視聴している映像内に登場した。
小学生男児ら
演 - 所属：劇団東俳、テアトルアカデミー（第6話）
小学校の帰りに椿木と遊んだ。
観月麻美
演 ‐ 土井きよ美（第11話・第12話・第17話）

## スタッフ
- 音楽：信澤宣明
- 主題歌：BE:FIRST「Bye-Good-Bye」（B-ME）[9]
- 天体衝突監修：浅見敦夫（日本スペースガード協会）
- 数学監修：古賀真輝
- チーフプロデューサー：加藤正俊、土屋拓
- プロデューサー：福井雄太、藤森真実、西 紀州（AX-ON）、難波利昭（AX-ON）、長田宙
- 協力プロデューサー：岩崎広樹
- 演出：鈴木勇馬
- 制作協力：AX-ON
- 製作・著作：日本テレビ

## 放送日程

### 連続（オムニバス）ドラマ
| 話数   | 主役 | 放送日       | 話数   | 主役 | 放送日     |
| ------ | ---- | ------------ | ------ | ---- | ---------- |
| 第1話  |      | 3月1日（火） | 第13話 |      | 17日（木） |
| 第2話  |      | 2日（水）    | 第14話 |      | 18日（金） |
| 第3話  |      | 3日（木）    | 第15話 |      | 21日（月） |
| 第4話  |      | 4日（金）    | 第16話 |      | 22日（火） |
| 第5話  |      | 7日（月）    | 第17話 |      | 23日（水） |
| 第6話  |      | 8日（火）    | 第18話 |      | 24日（木） |
| 第7話  |      | 9日（水）    | 第19話 |      | 25日（金） |
| 第8話  |      | 10日（木）   | 第20話 |      | 28日（月） |
| 第9話  |      | 11日（金）   | 第21話 |      | 29日（火） |
| 第10話 |      | 14日（月）   | 第22話 |      | 30日（水） |
| 第11話 |      | 15日（火）   | 最終話 |      | 31日（木） |
| 第12話 |      | 16日（水）   |        |      |            |

## 土曜日のMovie Star
- TVerオリジナルのストーリー。
- キャストなど詳細は前項の欄に記載。

### 第1話
西岡星汰（Team Mecury From Zero PLANET）

### 放送日程（土曜日のMovie Star）
| 話数   | 放送日  |
| ------ | ------- |
| 第1話  | 3月5日  |
| 第2話  | 3月12日 |
| 第3話  | 3月19日 |
| 最終話 | 3月26日 |